# 168635 Davidkaufmann
168635 Davidkaufmann è un asteroide della fascia principale. Scoperto nel 2000, presenta un'orbita caratterizzata da un semiasse maggiore pari a 2,7908438 au e da un'eccentricità di 0,0327652, inclinata di 0,60556° rispetto all'eclittica.